# Jeremy Zucker
Jeremy Scott Zucker (n. 3 martie 1996, New Jersey, SUA) este un cântăreț și compozitor american, cel mai bine cunoscut pentru melodiile sale comethru (2018), All the Kids Are Depressed (2018) și You were good to me (2019).

## Biografie
Originar din New Jersey, Zucker a fost crescut într-o gospodărie muzicală cu părinții săi și doi frați mai mari. În timp ce era student la Liceul Ramapo, a început să facă muzică în dormitorul său și mai târziu s-a alăturat unei trupe numită „Foreshadows”. Prima melodie pe care a scris-o vreodată era despre frica fratelui său de înălțimi. După ce a absolvit liceul, a urmat Colegiul Colorado unde a absolvit în 2018 cu o diplomă în biologie moleculară. Înainte de a-și produce propria muzică, primul său loc de muncă a fost ca instructor de snowboard.

## Carieră
În 2015, Zucker și-a lansat EP-ul de debut Beach Island. El a lansat Breathe, care conține hitul său inovator „‘Bout It” în decembrie 2016. În 2017, Zucker a lansat Motions, cu piesa „Heavy”, pe care ulterior Blackbear a remixat-o în „Make Daddy Proud” și inclusă pe albumul său Digital Druglord. Zucker și Blackbear au colaborat mai târziu la single-ul „Talk Is Overrated” de pe EP-ul lui Zucker Idle. Zucker l-a eliberat pe Stripped. în februarie 2018, urmat de Glisten în mai 2018. În septembrie 2018, Zucker a lansat Summer, care conține piesa „Comethru”. El a scris „Comethru” ca răspuns la absolvirea facultatii în mai 2018 și la mutarea înapoi la casa din copilărie din New Jersey.
În 2019, Zucker a colaborat cu cântăreața Chelsea Cutler la „You Were Good to Me”. Piesa a fost single-ul principal al primului lor EP colaborativ Brent, care a fost lansat pe 19 aprilie 2019.
Pe 26 iulie, Zucker a lansat „Oh, Mexico”, single-ul principal al albumului său de debut Love Is Not Dying. Single-urile ulterioare „Always, I'll Care”, „Not Ur Friend” și „Julia” au fost lansate pe 7 februarie 2020, 28 februarie și, respectiv, 24 martie, ducând la lansarea albumului pe 17 aprilie. Albumul este o colecție autobiografică de cântece care au fost înregistrate în Brooklyn în a doua jumătate a anului 2019. Pe 24 iulie a lansat single-ul „Supercuts”. A apărut pe melodia lui Claire Rosinkranz „Backyard Boy” și „Nothing’s the Same” cu Alexander 23.
Pe 15 ianuarie 2021, Zucker și Cutler au lansat „This Is How You Fall In Love” și au găzduit emisiunea live Brent: Live on the Internet, unde au prezentat Brent II, care a fost lansat pe 5 februarie. Începând cu iunie 2021, Zucker a lansat melodiile „18” pe 24 iunie, „Honest” pe 23 iulie, „Cry With You” pe 20 august și „Therapist” pe 17 septembrie ca single-uri pentru al doilea album Crusher, care a fost lansat pe 1 octombrie 2021.
Zucker i-a citat pe Blink-182, Jon Bellion, blackbear, Eden, Bon Iver, Mac Miller și Wet drept unele dintre influențele sale muzicale.

## Discografie
- Beach Island (2015)
- Breathe (2015)
- Motions (2016-2017)
- idle (2017)
- stripped. (2018)
- glisten (2018)
- summer (2018)
- brent (2019)
- brent ii (2021)